# Élection du secrétaire général des Nations unies en 2021
L'Élection du secrétaire général des Nations unies en 2021, est une élection qui a eu lieu fin 2021 et qui avait pour but d'élire un successeur à António Guterres, secrétaire général des Nations unies depuis le 1er janvier 2017.

## Élection
Historiquement, le secrétaire général est nommé par l'Assemblée générale des Nations unies sur recommandation du Conseil de sécurité. Les membres permanents que sont le Royaume-Uni, la Chine, les États-Unis, la Russie et la France peuvent utiliser leur droit de veto pour empêcher la nomination d'un candidat et les tractations sont le plus souvent secrètes.
Mais l'Assemblée générale a adopté en septembre 2015 une résolution demandant que les candidats se déclarent ouvertement et communiquent leur CV et leur conception du poste aux 193 États membres, afin que le processus soit plus transparent.
La durée de son mandat est de 5 ans renouvelable (un nombre limite de renouvellement n'a cependant pas été fixé). Jusqu'à présent, à l'exception de Boutros Boutros-Ghali qui n'a effectué qu'un seul mandat, tous les secrétaires généraux ont vu leur mandat renouvelé une fois.

## Rôle
Le secrétaire général doit être le plus indépendant possible, c'est pourquoi la pratique veut que la nationalité des différents secrétaires généraux ne soit jamais celle d'un État membre permanent au Conseil de sécurité.
La Charte des Nations unies dans son chapitre XV le charge de remplir toutes les fonctions dont il peut être chargé par le Conseil de sécurité, l'Assemblée générale, le Conseil économique et social ou tout autre organe de l'ONU.
En tant que plus haut fonctionnaire de l'ONU, il peut utiliser son indépendance pour empêcher l'apparition, l'aggravation ou l'extension de tout conflit pouvant mettre en péril le maintien de la paix ou du respect du droit international, notamment en attirant l'attention du Conseil de sécurité.

## Candidats
| Image | Nom              | Postes | Nomination par | Date de nomination | Groupe régional                                       |
| ----- | ---------------- | --- | -------------- | ------------------ | ----------------------------------------------------- |
|       | António Guterres | Premier ministre du Portugal (1995-2002) Haut Commissaire des Nations unies pour les Réfugiés (2005-2015) Secrétaire général des Nations unies (depuis 2017) | Portugal       | 26 février 2021    | Groupe des États d'Europe occidentale et autres États |

## Résultats
Le 8 juin 2021, le Conseil de sécurité a adopté à l'unanimité une résolution recommandant à António Guterres un second mandat à la tête des Nations unies. Sa réélection a été ratifiée par acclamation par l'Assemblée générale des Nations unies le 18 juin 2021, sans vote.